# Ice Age
Ice Age er en amerikansk computer-animeret film fra 2002, lavet af Blue Sky Studios og udgivet af 20th Century Fox. Den blev instrueret af Carlos Saldanha og Chris Wedge efter en historie af Michael J. Wilson. Historien følger tre forhistoriske pattedyr som forsøger at returnere en tabt menneskebaby til sine forældre. I 2006 kom den første opfølger Ice Age 2: På tynd is, og siden er det blevet til fire film mere; Ice Age 3: Dinosaurerne kommer (2009), Ice Age 4: På gyngende grund (2012), Ice Age: Den vildeste rejse (2016) og Ice Age: Buck Wilds Eventyr (2022).

## Handling
Filmen begynder med et blid sabeltandede egern ved navn Scrat, der forsøger at finde et skjulested til hans agern. Han finder et i sneen, men da han presser agernet ned begynder overfladen at slå revner. Det udløste en lavine og Scrat undslipper med nød og næppe. Han falder ned ad bjerget og trædes på af en flok dyr.
Samtidig er Sid, et klodset dovendyr, som sover i et træ, ved at vågne, han opdager, at hans familie er gået for at undslippe den kommende istid. Han møder mammutten Manfred, der ikke er så interesseret i at følges med Sid, men Sid følges med ham, uanset.

## Medvirkende
Danske stemmer
- Thomas Mørk som Manny
- Michael Carøe som Diego
- Timm Vladimir som Sid
- Dick Kaysø som Soto
- Lasse Lunderskov som Carl
- Niels Weyde som Frank
- Peter Zhelder som Lenny
- Peter Aude som Oscar
- Peter Røschke som Zeke
- Ann Hjort som Randi
- Anne Oppenhagen Pagh som Jeannette
- Chris Wedge som Scrat
- Tara Strong som Roshan
- Jens Jacob Tychsen som Dodo
- ekstra stemmer
  - Paul Hüttel
  - Andreas Hviid
  - Torben Sekov
  - Lars Thiesgaard

Originale stemmer
- Ray Romano – Manny
- John Leguizamo – Sid
- Denis Leary – Diego
- Goran Višnjić – Soto
- Jack Black – Zeke
- Chris Wedge – Scrat

## Eksterne Henvisninger
- Ice Age på Internet Movie Database (engelsk)
- Ice Age på Filmdatabasen
- Ice Age på danskefilm.dk
- Ice Age på Scope
- Ice Age i Svensk Filmdatabas (svensk)
- Ice Age på AlloCiné (fransk)
- Ice Age på MovieMeter (nederlandsk)
- Ice Age på AllMovie (engelsk)
- Ice Age hos American Film Institute (engelsk)
- Ice Age hos Behind The Voice Actors (engelsk)